# 笠原民子
笠原 民子（かさはら たみこ、1977年2月 - ）は、日本の経営学者（国際経営・国際人的資源管理・グローバル人的資源管理）。博士（経営学）（神戸商科大学・2008年）。静岡県立大学経営情報学部講師・大学院経営情報イノベーション研究科講師。
株式会社社会経済基礎研究所研究員、財団法人尼崎地域・産業活性化機構尼崎中小企業センター事業課調査担当員、四国大学経営情報学部助教などを歴任。

## 来歴

### 生い立ち
1977年2月、東京都杉並区生まれ。創価大学経営学部経営学科にて経営学を学び、1999年3月に同大学卒業、その後は神戸商科大学（のちの兵庫県立大学）大学院に進学。2002年3月に、経営学研究科博士前期課程修了にともない、修士（経営学）の学位を取得。また、2008年3月には、同大学院経営学研究科博士後期課程修了にともない、博士（経営学）の学位を取得した。

### 研究者として
2005年4月から2006年5月まで、社会経済基礎研究所研究員を務めた。その後、尼崎地域・産業活性化機構（のちに財団法人から公益財団法人に移行した際に中黒を削除し「尼崎地域産業活性化機構」に改称）に勤務、尼崎中小企業センター事業課調査担当員を務めた。
大学院修了後、2008年4月より、四国大学経営情報学部助教を務め、経営情報学科の講義を担当した。また、四国大学大学院経営情報学研究科助教を兼務。なお、同時に四国大学短期大学部ビジネスコミュニケーション科助教を兼務。そのほか、流通科学大学の商学部、阪南大学の経営情報学部、同志社女子大学の現代社会学部にて、それぞれ非常勤講師を務めた。
その後、四国大学を退職し、2013年4月、静岡県立大学経営情報学部講師に就任、経営情報学科の講義を担当した。また、静岡県立大学大学院経営情報イノベーション研究科講師を兼務、経営情報イノベーション専攻の講義を担当した。2018年6月から、早稲田大学総合研究機構トランスナショナルHRM研究所招聘研究員を兼任。

## 研究
専門は経営学。特に国際経営や国際人的資源管理などを研究する。具体的には、多国籍企業における人材マネジメントについて研究し、ナレッジワーカーやクリエイティブクラスの人材のマネジメントについて研究する。2012年に開催された欧州アジア経営学会の年次総会にて、最優秀査読者賞の候補となった。また、2014年に上梓した単著は「日本企業が国際戦略を推し進める過程で、日本的な人的資源管理の枠組みが、国内外で様々な摩擦や機能障害を引き起こし、それを是正する活動を通じて自己変革を遂げるという『移行期のマネジメント』を緻密に追求した」と評価され、2015年7月に多国籍企業学会学術研究奨励賞を授与された。2020年、関口倫紀とともに執筆した「Corporate philosophy as a linking mechanism -- Antecedents and behavioral outcomes of internalization of corporate philosophy at Japanese MNCs in Thailand」が評価され、アメリカ合衆国に本部を置く日本ビジネス研究学会よりパルグレイブ・マクミラン最優秀論文賞を授与された。
国際ビジネス学会や多国籍企業学会などに所属。

## 略歴
- 1977年 - 東京都杉並区にて誕生。
- 1999年 - 創価大学経営学部卒業。
- 2002年 - 神戸商科大学大学院経営学研究科博士前期課程修了。
- 2005年 - 社会経済基礎研究所研究員。
- 2006年 - 尼崎地域・産業活性化機構尼崎中小企業センター事業課調査担当員。
- 2006年 - 流通科学大学商学部講師。
- 2007年 - 阪南大学経営情報学部講師。
- 2008年 - 神戸商科大学大学院経営学研究科博士後期課程修了。
- 2008年 - 四国大学経営情報学部助教。
- 2008年 - 四国大学大学院経営情報学研究科助教。
- 2008年 - 四国大学短期大学部ビジネスコミュニケーション科助教。
- 2010年 - 同志社女子大学現代社会学部講師。
- 2012年 - 徳島県環境影響評価審査会委員。
- 2013年 - 静岡県立大学経営情報学部講師。
- 2013年 - 静岡県立大学大学院経営情報イノベーション研究科講師。
- 2018年 - 早稲田大学総合研究機構トランスナショナルHRM研究所招聘研究員。

## 賞歴
- 2015年 - 多国籍企業学会学術研究奨励賞。
- 2020年 - パルグレイブ・マクミラン最優秀論文賞[16]。

## 著作

### 単著
- 笠原民子著『日本企業のグローバル人的資源管理』白桃書房、2014年。ISBN 9784561266334

### 共著
- 安室憲一編著『新グローバル経営論』白桃書房、2007年。ISBN 9784561264668
- 関智宏・中條良美編著『現代企業論』実教出版、2008年。ISBN 9784407316223

### 主な論文
- 笠原民子・西井進剛稿「グローバル企業の人事制度に関する概念フレームワーク構築に向けて――オムロンのケーススタディを中心に」『研究資料』195号、兵庫県立大学経済経営研究所、2005年。ISSN 1880-568X
- 笠原民子稿「日系多国籍企業の経営幹部層を対象としたグローバルHRMシステムに関する実証研究」『Annual report of the Murata Science Foundation』22号、村田学術振興財団、2008年。ISSN 0919-3383
- 笠原民子・西井進剛稿「グローバル経営における経営現地化問題の検討――日本企業への示唆」『研究資料』240号、兵庫県立大学政策科学研究所、2012年。ISSN 2185-3592